# Baltazar (futbolista nacido en 1926)
Oswaldo da Silva (Santos, 14 de enero de 1926-São Paulo, 25 de marzo de 1997), más conocido como Baltazar, fue un futbolista brasileño que jugaba como delantero.
Con 269 goles, es el segundo máximo goleador en la historia del Corinthians.

## Fallecimiento
Por desgracia, el final de su vida fue triste, pues estaba dolido por la falta de apoyo de los clubes para con sus antiguos jugadores. Encontró un pequeño apoyo en Portuguesa, club en el que nunca jugó. Lo que más le dolía no era la falta de ayuda financiera, sino la falta de reconocimiento y consideración de su pasado glorioso. Llegó a estar desaparecido por unos días, siendo encontrado deambulando por las calles de Itanhaém, sin destino, como un indigente. Baltazar falleció el 25 de marzo de 1997 a los 71 años, en São Paulo, como consecuencia de sus múltiples problemas físicos.
Es uno de los seis únicos jugadores que tienen un busto en su honor en el Parque São Jorge, sede del Corinthians. Los otros son Neco, Luizinho, Cláudio, Sócrates y Rivellino.

## Selección nacional
Fue internacional con la selección de fútbol de Brasil en treinta y una ocasiones y convirtió diecisiete goles. Formó parte de la selección subcampeona de la Copa del Mundo de 1950.

### Participaciones en Copas del Mundo
| Mundial                        | Sede   | Resultado        | Partidos | Goles |
| ------------------------------ | ------ | ---------------- | -------- | ----- |
| Copa Mundial de Fútbol de 1950 | Brasil | Subcampeón       | 2        | 2     |
| Copa Mundial de Fútbol de 1954 | Suiza  | Cuartos de final | 2        | 1     |

### Participaciones en Copas América
| Copa                         | Sede    | Resultado    |
| ---------------------------- | ------- | ------------ |
| Campeonato Sudamericano 1953 | Perú    | Subcampeón   |
| Campeonato Sudamericano 1956 | Uruguay | Cuarto lugar |

## Clubes
| Club               | País   | Año       |
| ------------------ | ------ | --------- |
| União Monte Alegre | Brasil | 1943      |
| Jabaquara          | Brasil | 1944-1945 |
| Corinthians        | Brasil | 1945-1957 |
| Juventus-SP        | Brasil | 1957      |
| Jabaquara          | Brasil | 1957-1959 |
| União Paulista     | Brasil | 1959      |

## Palmarés

### Campeonatos regionales
| Título               | Club        | País   | Año  |
| -------------------- | ----------- | ------ | ---- |
| Torneo Río-São Paulo | Corinthians | Brasil | 1950 |
| Campeonato Paulista  | Corinthians | Brasil | 1951 |
| Campeonato Paulista  | Corinthians | Brasil | 1952 |
| Torneo Río-São Paulo | Corinthians | Brasil | 1953 |
| Torneo Río-São Paulo | Corinthians | Brasil | 1954 |
| Campeonato Paulista  | Corinthians | Brasil | 1954 |

### Copas internacionales
| Título                  | Selección | Sede  | Año  |
| ----------------------- | --------- | ----- | ---- |
| Campeonato Panamericano | Brasil    | Chile | 1952 |

### Distinciones individuales
| Distinción                                                                | Año  |
| ------------------------------------------------------------------------- | ---- |
| Máximo goleador del Campeonato Paulista                                   | 1952 |
| Máximo goleador de las eliminatorias sudamericanas para la Copa del Mundo | 1954 |